# ジェシー・アンドリュース
ジェシー・アンドリュース（Jessie Andrews、1992年3月22日 - ）は、アメリカ合衆国のポルノ女優、宝石デザイナー、クラブDJ、モデルである 。2010年にポルノ業界でデビュー。2012年に映画『Portrait of a Call Girl』の演技で、新人賞を含むいくつかの賞を受賞した。